# Матија Станичић
Матија Станичић (Баст, 1926 – Београд, 1987) била је српска сликарка.

## Живот
Цео свој живот, почев од ране младости провела је у Београду радећи као кућна помоћница знаменитих људи у Србији - Иве Андрића, а касније Ота Бихаљи-Мерина. Сликала је током 1976-77. Умрла је као анонимус 1987. у Београду. Сахрањена је у заједничкој гробници где се сахрањују бескућници.

## Стваралаштво
Њена дела, откривена постхумно, постала су део велике ризнице Музеја наивне и маргиналне уметности у Јагодини, Србија - поклон Мирјане и Герхарда Шоенбернера (некадашња заоставштина Ота Бихаљи-Мерина). У оквиру Ноћи музеја маја 2010. године у МНМУ у Јагодини, њена дела су коначно први пут изложена. Било је то прво званично представљање овог снажног опуса на који је још Ото Бихаљи-Мерин указивао у својој енциклопедији о наивним уметницима света.

## Стил
Сликала је своје фантазме и сновиђења кроз реминисценције на детињство, своју прошлост, али и садашњост, боравећи у кућама угледних људи, који су се и сами бавили уметношћу. Нагон ка самоспознаји као и доступност сликарског материјала довео је ову тајанствену спремачицу до читаве бујице оригиналних ликовних решења: сирових у изразу, топлих и лирских у поруци. Сликањем попут психотерапије, као што је то случај код аутсајдера широм света, она је несвесно зашла у сфере сопствене креативности и била сасвим сигурна да је то њена судбина. Сликала је из сопственог порива, никада за живота није излагала, нити показивала своје радове, који су пронађени у кући Бихаљијевих, након њеног тајанственог одласка. Тај лирски, мистични, женски Art Brut открива сву крхкост и хиперсензитивност ове уметнице, која је ипак у подсвести имала жељу да ће можда неко једнога дана пронаћи њен дух у егзилу.

## Галерија
- Матија у црнини, око 1976-77. МНМУ, Јагодина
- Рођендан, око 1976-77. МНМУ, Јагодина
- Заљубљени, око 1976-77. МНМУ, Јагодина